# El arte 1859
El Arte va ser una revista literària i artística publicada a Barcelona durant l'any 1859. Fundada en un context d'efervescència cultural durant la Renaixença, la publicació es va dedicar a promoure les arts i les lletres en un moment de revitalització de la cultura catalana. Tot i la seva curta durada, El Arte es considera un reflex de les inquietuds intel·lectuals i artístiques de l'època, reunint col·laboracions de destacats escriptors i artistes. La revista va tenir una influència significativa en el panorama cultural català del segle XIX, contribuint a l'enfortiment d'un moviment que buscava recuperar i posar en valor la identitat cultural catalana.

## Context
L'1 d'abril de 1859, mig mes després que la convocatòria d'uns Jocs Florals de Barcelona imminentment restaurats va ser signada pels seus set mantenidors i “contando ya con un número de suscriptores suficiente para dar principio a su publicacion”, sortia a la llum el primer número del Arte, una publicació barcelonina de periodicitat quinzenal, editada entre el mes d'abril i el mes d'octubre del mateix any. En aquest sentit, cal destacar que, el projecte renaixencista s'havia anat gestant en els anys anteriors a la publicació, el 1833 a El Vapor, de “La Pàtria” de Bonaventura Carles Aribau considerada, per molts, l'inici de la Renaixença, i que en la “restauració” dels Jocs Florals. Alguns dels noms més importants dels Jocs Florals van ser Josep Lluís Pons i Gallarza, Manuel Milà i Fontanals president, Joaquim Rubió i Ors, Antoni de Bofarull secretari, Miquel Victorià Amer, Joan Cortada i Víctor Balaguer col·laboradors del Arte. La convocatòria dels Jocs Florals de Barcelona serien celebrats sota el lema “Patria, Fides, Amor” i amb el català com llengua vehicular, al Saló de Cent de l'Ajuntament el 4 de maig d'aquell mateix any, tots aquests factors van contribuir a “la futura cristal·lització de la idea floralesca en el medi intel·lectual català”.

## Història
L'1 d'abril de 1859, després que la convocatòria dels Jocs Florals de Barcelona, va ser signada pels set mantenidors i subscriptors, es va crear el primer número del Arte, una publicació de Barcelona de periodicitat quinzenal, editada entre el mes d'abril i el mes d'octubre del mateix any. El periòdic va ser fundat en el context de la restauració dels Jocs Florals de Barcelona, programa de recuperació de la Renaixença per Josep de Manjarrés i Bofarull (Director). 
Segons la informació que es pot consultar la versió digitalitzada a l'ARCA. Es pot veure en la primera pàgina un “Prospecto que anuncia la revista”, “condiciones de esta suscripcion”, d'una portada i d'un total de 14 números. Tal com està escrit en les “Condiciones de esta suscripcion “ cada quinze dies, l'1 i el 15 de cada mes, havia de sortir un número que va constar de 8 pàgines d'impressió en dues columnes de paper i una làmina.
Quant al preu de la subscripció, era de 6 rals mensuals a la província i 20 rals per trimestre fora d'aquesta, i la quantitat s'havia de remetre en segells o lliurances contra Tresoreria a l'administrador i editor responsable del periòdic, el ja esmentat Jepús. Les llibreries on se subscrivia, a part de l'administració, eren: “Manero, Rambla de Sta. Mónica, frente Correos; Oliveres, A aquesta administració i a les llibreries ja esmentades és, on s'havien d'adreçar els subscriptors en el cas de voler fer alguna reclamació, tal com s'indicava a la secció «Advertencias» dels números 7 i 8 en què, s'especificà, que “En adelante los recibos para el cobro de la suscripcion irán firmados por el Editor y llevarán una contraseña particular de la Direccion.”

## Final
L'última entrega va ser el 15 d'octubre de l'any 1859 amb la 14 mostra. 
En l'entrevista es pot veure quins van ser els objectius dels escriptors d'aquella època i també, com la literatura, les arts i la música van ser un objecte molt important que va implicar el canvi de la ciutat en termes urbanístics, en la literatura i la llengua pròpia .
El Arte es va convertir en una publicació amb què caldrà comptar tant al que va ser el Romanticisme a Catalunya com a l'hora de ressaltar intel·lectuals que acabarien sent peces clau de la història de la literatura catalana.

## Relació de directors i col·laboradors
En els 14 números del Arte hi van participar fins a vint d'autors que van col·laborar publicant els articles o participant en ells, venien de diferents països, edats, etc. Hi ha Antoni Fargas i Soler, Francesc Muns i Castellet, Joaquim Rubió i Ors, l'impressor Jaume Jepús, Antoni de Bofarull i de Brocà,Josep de Manjarrés i de Bofarull i Josep Lluís Pons i Gallarza. Jepús s'encarrega de la redacció de moltes de les seccions Variedades, Interesante i Advertencias de la revista. 
Quant a les aportacions d'A. de Bofarull historiador, poeta, novel·lista i dramaturg (Reus 1821-Barcelona 1892) se centren, principalment, en el tema històric, mentre que les del compositor i crític musical Fargas i Soler (Mallorca 1813-Barcelona 1888) s'ocupen de la major part dels articles dedicats a la música. L'escriptor i catedràtic Rubió i Ors (Barcelona 1818-1899) constitueix, amb sis col·laboracions, la teoria i la crítica literària. Pons i Gallarza (Sant Andreu de Palomar 1823- Mallorca 1894), integren els textos literaris. L'escriptor F. Muns (Barcelona 1833-1894) integra onze col·laboracions. J. de Manjarrés (Barcelona 1816-1880), teòric i historiador de l'art redactor de la Introduccion.
Compten amb dues col·laboracions l'historiador de l'art Josep Puiggarí i Llobet, l'escriptor Vicenç Joaquim Bastús i Carrera (Tremp 1799-Barcelona 1873) i l'enginyer Ramon de Manjarrés i de Bofarull (Barcelona 1827-Sevilla 1918). Autors d'un poema propi María Mendoza de Vives (Màlaga 1821-Barcelona 1894), el filòleg i escriptor Manuel Milà i Fontanals (Vilafranca del Penedès 1818-1884) i Modest Llorens i Torres (Barcelona 1835-Madrid 1921), dedicat a la literatura i al món polític; autors d'una traducció el poeta Miquel Victorià Amer (Mallorca 1824-Barcelona 1912); el pintor i teòric de l'art Pau Milà i Fontanals (Vilafranca del Penedès 1810-Barcelona 1883), amb un text sobre pintura.